# Chilské kaktusy
Chilské kaktusy, nebo slangově čilenci, jsou specifická vývojová skupina jihoamerických kaktusů, která vznikla a má hlavní areál výskytu v poušti Atacama, ležící v Chile. Patří sem i rod/skupina Islaya rostoucí v peruánské poušti Sechura přiléhající k poušti Atacama a rod/skupina Pyrrhocactus, která překonala bariéru And a roste v argentinských Andách. Naopak se do této skupiny neřadí kaktusy, které sice rostou v Chile, ale hlavní areál jejich vývoje a výskytu leží jinde v Jižní Americe. Jsou to opunciovité (Opuntia, Tephrocactus, Maihueniopsis), sloupovité kaktusy cereusy (Arequipa, Browningia, Eulychnia, Oreocereus, Haageocereus, Trichocereus) a zástupci rodů Neowerdermannia a Maihuenia. Studiu čilenců se věnují specializované skupiny kaktusářů a specializované časopisy. K průzkumu nalezišť významně přispěl český lovec kaktusů Karel Kníže.

## Taxonomie
Taxonomie chilských kaktusů je velmi složitá a pojetí jednotlivých rodů je u různých taxonomů různé. Proto je běžné nalézt jeden taxon zařazený do čtyř i více různých rodů.
Rod Copiapoa je jediný všeobecně uznávaný a dobře definovaný rod. Vyznačuje se holými žlutými květy. Ostatní rody mají květy více či méně porostlé chlupy a štětinami. Pojmenován byl podle města Copiapó, které leží v centru areálu výskytu těchto kaktusů.
Pro ostatní druhy bylo vytvořeno více rodů. V jejich nejužším pojetí jsou vzhledově poměrně charakteristické rody Islaya, Neoporteria, Thelocephala (Chileorebutia) a Eriosyce. Naopak rody Neochilenia, Horridocactus a Pyrrhocactus jsou si velmi blízké a vzhledem podobné a od počátku se jejich pojetí překrývalo a zařazení druhů u různých autorů bylo pojato různě. Také kaktusáři mnohdy tyto rody různě slučují. Původně byly ustanoveny takto:
Islaya pro menší protáhlé kaktusy z peruánské pouště Sechura.
Byly popsány druhy: bicolor, brevicylindica, copiapoides, flavida, grandiflorens, grandis, islayensis, krainziana, minor, mollendensis, paucispina, unguispina. Dnes je někteří botanici považují za formy jediného variabilního druhu islayensis.
Thelocephala, u nás více známá pod původním Fričovým názvem Chileorebutia, pro malé zemní kaktusy ze středních nalezišť v údolí občasných říček. Bývají též řazeny do rodu Neochilenia.
Taxony: aerocarpa, duripulpa, esmeraldana, fulva, glabrescens, lembeckii, krausii, maleolata, mitis, napina, odierii.
Eriosyce pro velké kaktusy z čilského vysokohorského vnitrozemí i pobřeží. Jsou známé i pod historickým názvem sandillon. Pro některé druhy byl na základě drobné odlišnosti ve stavbě plodu navrhován rod Rodentiophila, nakonec jej autor zrušil.
Taxony: atacamensis, aurata, ausseliana, ceratistes, lhotzkyanae.
Neoporteria pro hustě trnité kaktusy s polouzavřeným květem pestrých barev ze středních až jižních nalezišť v Chile.
Taxony: atrispinosa, castanea, cephalophora, coimasensis, eriosyzoides, gerocephala, laniceps, litoralis, microsperma, mamillarioides, multicolor, nidus, nigrihorrida, rapifera, senilis, sociabilis, subgibbosa, villosa, wagenknechtii.
Neochilenia pro kaktusy ze severních nalezišť z Chile, s otevřenými květy spíše lomených barev .
Taxony: aricensis, ebenacantha, echinus, floccosa, fobeana, fusca, glaucescens, hankeana, chilensis, iquiquensis, intermedia, jussieui, occulta, paucicostata, pilispina, pulchela, pygmaea, recondita, rupicola, scoparia, taltalensis.
Horridocactus pro silně trnité kaktusy z jižních nalezišť v Chile. Často jsou uváděny jako Pyrrhocactus.
Taxony:  aconcaguensis, armatus, aspillagai, curvispinus, engleri, froehlichianus, garaventai, grandiflorus, heinrichianus, horridus, lissocarpus, marksianus, minor, odoriflorus, robustus, tuberisulcatus. 
Pyrrhocactus pro silně trnité kaktusy z nalezišť v Argentině.
Taxony: andreane, bulbocalyx, catamarcensis, dubius, marayesensis, megliolii, sanjuanensis, straussianus, umadeave, villicumensis.
V 80. letech byla navržena celková revize, většina rodů byla sloučena do rodu Neoporteria, samostatně zachovány zůstaly rody Copiapoa a Eriosyce. Poslední revizi provedl Kattermann (1994), který ponechal rod Copiapoa a všechny ostatní sloučil do rodu Eriosyce. Zbytky původních rodů částečně ponechal na úrovni podsekcí. Ani tato revize není považována za definitivní. Kaktusáři a obchodní firmy běžně používají zařazení do původních, formálně neplatných rodů.
Kromě výše uvedených běžně užívaných rodů jednotliví taxonomové navrhovali ještě další rody, které však nebyly přijaty. Byly to Pilocopiapoa, Ceratistes, Bridgesia, Delaetia, Chilenia, Chileniopsis, Friesia, Rimacactus.

## Výskyt
Klimatografie Chile je určena vysokou hradbou And, která je odděluje od vnitrozemí, a studeným Humboldtovým proudem. V zemi je nedostatek vody. V nejsevernější oblasti je poušť Atacama, kde prakticky neprší. Srážky na severu země jsou jen 1 mm/rok. Ještě tisíc kilometrů jižněji okolo 28° j.š. v oblasti občasných říček Huasco jsou jen 20 mm/rok a dále na jižním okraji výskytu kopiapoí u měst La Serena a Coquimbo 150 mm/rok. Zdrojem vody jsou pravidelné velmi husté mlhy garua přinášené od moře. V létě ještě přibývá tání horských ledovců. Ozáření sluncem je sice intenzivní, ale vlivem mlh rozptýlené, difusní. Při pobřeží je pás rovinaté pouště. Mlhy zde kondenzují jen ráno a brzy dopoledne. Po prohřátí půdy se mlhy zvednou a jsou hnány do vnitrozemí. Za pobřežní rovinnou je pásmo mírných svahů, ze kterých vystupují mírné pahorky a skaliska. Dosahují okolo 500 m n. m. Je zde mírně vlhčeji. Mírné svahy vedou až ke zdvíhajícím se horám. V nižší části horských svahů leží pásmo kondenzace mlh. Zde rostou křovité formace a cereusy, kulovité kaktusy chybí. Nad pásmem mlh pokračují suché pustinné horské svahy až do náhorní plošiny Altiplano v 4000 m n. m. a více na jihu do hřebene And. V těchto pustých svazích řídce rostou velké sudovité kaktusy Eriosyce. Oproti nalezištím v okolí měst na pobřeží je oblast prozkoumána málo. V nejsevernější a nejsušší části pouště Atacama rostou i kaktusy jen výjimečně, oblast většího výskytu začíná až v okolí města Antofagasta.
Rod Copiapoa se vyskytuje se především v přímořském pouštním pásmu, také na mírných úbočích směrem k pásmu mlh, na příkrých pobřežních útesech a v údolí občasných říček (Copiapó, Huasco, Taltal). Areál začíná u města Antofagasta a končí u měst La Serena a Coqiumbo (23 až 30° j.š.). V nejsevernější části pouště Atacama byl hlášen nález u města Tocopilla. Výskyt není souvislý, ale ostrůvkovitý na příznivějších místech. Některé populace velkých kopiapoí na extrémně suchých místech jsou považovány za přirozeně vymírající.
Islaya se vyskytuje v peruánské pobřežní poušti nazývané Sechura Desert, která je klimatogeografickým pokračováním pouště Atacama. Areál výskytu se táhne asi 600 km od peruánsko-čilské hranice na severovýchod až k městům Chala a Atico, ojedinělé naleziště je i na čilské straně hranice. Islaye rostou na píscích, zaváté nebo naopak obnažené poléhavé, na porfyrových, slepencových nebo vápencových skaliscích nebo prudkých pobřežních útesech. Lokality jsou neobyčejně vyprahlé, jediným zdrojem vody jsou mlhy garua. Mnoho jedinců jsou vyschlé mumie, živých rostlin je málo. Jsou považovány za přirozeně vymírající rostliny.
Thelocephala  (Chileorebutia) obývá údolí občasných říček Huasco, Copiapo, Chaňaral, Taltal a dalších menších, zhruba mezi 25 až 29° j.š. Rostou v otevřené krajině na skalních terasách v usazeninách a v náplavech jemnějších štěrků i hrubší suti, méně často v puklinách skal. Na západních svazích hor jsou jen vzácné. Převážná část stonku je zanořena v půdě a přechází v zásobní kořen. Zdrojem vody jsou mlhy garua a občasná stékající voda z mlžné kondenzace nebo srážek v horách.
Eriosyce má naleziště v dlouhém pásu nepřístupných vnitrozemských vysokohorských suchých pustin nad úrovní pásma mlhy až do výšky 2400 m n. m. Vyskytuje se i na suchém pobřežním pásu. Oblast výskytu se začíná jižně od města Antofagasta a pokračuje skoro až po Santiago (25 až 34 j.š.).
Neochilenia, Neoporteria, Horridocactus rostou hlavně v mírně vlhčí oblasti mírnějších svahů mezi suchým pobřežním pásmem a vlhkým pásmem kondenzace mlh.
Neochilenia obývá oblast označovanou jako severní naleziště v Chile. Hlavní oblast začíná severně nad městem Antofagasta a pokračuje až po Copiapó (23 až 28° j.š.). Ojedinělý výskyt v nejsevernější části pouště Atacama směrem k Peru je znám u měst Arica, Iquiqua a Tocopilla.
Neoporteria obývá střední a jižní naleziště mezi 28 až 36° j.š. Na středních nalezištích tvořila místy spolu s cereusy a dalšími xerofyty husté křovinaté porosty.
Horridocactus obývá jižní naleziště mezi 32 až 36° j.š. společně s neoporteriemi.
Pyrrhocactus překonal bariéru And a roste na východních svazích v Argentině.
Jižně od 36° j.š. začíná střední Chile s bujnější vegetací. Klima je již příliš studené a kulovité kaktusy se nevyskytují. Ojediněle zde rostou chladnomilní zástupci opunciovitých patřící ke floře patagonských kaktusů.

## Popis

### Obecný popis
Čilské kaktusy jsou adaptovány na přežití v extrémních podmínkách. Epidermis bývá zbarvena ochrannými pigmenty do hněda, šeda až černa. Může být ojíněná až mít silnou ochrannou voskovou vrstvu. Na areolách a temeni může být hustá vlna. Vyznačují se převážně mohutným otrněním. Kromě rodu Copiapoa jsou květy více či méně chráněny chlupy a štětinami. Mnohdy mívají lomené barvy. Kořeny mohou být rozprostřeny pod povrchem pro sběr srážek, nebo mohou tvořit zásobní řepu. Semena si udržují klíčivost po mnoho let. Popis jednotlivých rodů odpovídá jejich nejužšímu pojetí.

### Copiapoa
Tvoří značně různorodou skupinu zahrnující velké skupinové kopiapoe s křídovým povlakem, střední hustě trnité kopiapoe a malé zemní kopiapoe připomínající chileorebucie (Thelocephala). Všem je společný široce otevřený žlutý květ bez chlupů či štětin a velká, lesklá, černá semena.

### Islaya
jsou menší až střední, vejčité až krátce sloupovité kaktusy. Všechny jsou si značně podobné. Temeno je kryté bohatou vlnou. Přímá výrazná žebra nesou velké plstnaté areoly blízko vedle sebe. Trny bělošedé, nahnědlé, šedé až černé, mírně prohnuté. Střední trny silné, šikmo dolů směřující. Květy široce rozevřené, žluté, vzácně zevně s červenou špičkou okvětních lístků. Vně jsou chráněny hustou vlnou s štětinami. Plody velké, červenavé, se vzduchovou kapsou. Semena zůstávají zavěšena při vrcholu plodu.

### Thelocephala
(Chileorebutia) jsou malé zemní kaktusy. Hlavní zásobní částí je mohutný řepovitý kořen. Stonek je ploše kulovitý, ale za určitých podmínek se válcovitě prodlužuje. Temeno je vlnaté. Rostliny odnožují na bázi. Epidermis je výrazně hnědě, bronzově až černě zbarvena. Početná drobná žebra jsou spirálovitá a rozpadlá do bradavek. Areoly nesou drobné, přitisklé, krátké trny, barvy bílé, šedé, černé. Široce rozevřené květy mají lomené barvy, jsou žlutavé, načervenalé, nahnědlé. Vzhledem těl poněkud připomínají některé rebucie.

### Eriosyce
Největší jihoamerické jako sud veliké kaktusy. Bývají přirovnávány k ferokaktusům. Stonek je jednotlivý, až 0,5 m široký a 1 m vysoký. Temeno je pokryto vlnou. Ostrá přímá žebra jsou zakryta dlouhým a silným barevným otrněním. Jsou hnědé až rezavé, šedé, černé. Některé taxony, např. aurata, mají trny intenzivně jantarově oranžové. Květy jsou široce rozevřené, relativně drobné, 3 – 4 cm velké, žlutooranžové až červené. Vně jsou porostlé vatou. Dužnaté, šupinaté, kulaté plody obsahují 2 - 3 mm velká černá semena.

### Neoporteria
jsou střední, válcovité kaktusy, běžně až 30 cm vysoké. V domovině některé druhy mohou být až 70 cm vysoké. Výrazná žebra jsou přímá. Trny jsou mohutné, dlouhé, často prohlé. Mohou být i velmi početné a velmi dlouhé, tenké až vlasovité, zcela zahalující rostlinu. Barvy jsou různé, bílé, žluté, rezavé, hnědé, šedé, černé. Květy vyrůstají na temeni. Z jedné areoly mohou vyrůst dva i tři květy, což je u kaktusů výjimečné. Jsou protáhlé, s dlouhou trubkou s jen málo chlupy, téměř holou. Okvětní lístky jsou dlouze jazykovité, svítivě červené, fialové, oranžové. Na bázi jsou výrazně světlejší, bělavé, nažloutlé, růžové, květ působí jako vícebarevný. Centrální lístky zůstávají polouzavřené, je to adaptace na opylování kolibříky. Hlavní období růstu a kvetení spadá na podzim, kdy tito ptáci mají již méně hmyzí potravy a sbírají nektar. Plody při zrání vytváří vzduchovou kapsu a nafukují se. Semena zůstávají zavěšena v horní části. Po odlomení se suché plody kutálejí větrem a semena se postupně sypou otvorem na spodku plodu. Některé druhy mají řepovitý kořen, který je od stonku oddělen výrazným zúžením – krčkem.
Neochilenia, Horridocactus a Pyrrhocactus jsou si vzhledem značně podobné.

### Neochilenia
jsou menší až střední kaktusy. Žebra jsou přímá, nebo stočená, někdy rozpadlá do hrbolů. Otrnění je střední až silné. Květy se široce nálevkovitě rozevírají a vnější ochlupení je výrazné. Jsou žluté, růžové, načervenalé, někdy se středním proužkem, lomených barev. N. paucicostata vyniká modře ojíněnou barvou pokožky.

### Horridocactus, Pyrrhocactus
jsou menší až střední kaktusy. Některé občas odnožují. Největší dorůstají okolo 25 cm. Žebra jsou přímá, nebo jen mírně stočená, někdy rozpadlá do hrbolů. Otrnění je silné až velmi silné. Květy se široce nálevkovitě rozevírají. Vnější ochlupení je sporadické. Argentinské pyrhokaktusy mají květy převážně žluté, čilské horidokaktusy žlutavé, růžové, načervenalé, lomených barev. Plody jsou menší bobulovité. Při samoopylení vytváří prázdné plody bez semen.

## Pěstování
Je středně obtížné až obtížné. Jednotlivé skupiny se svými nároky liší. Obecně je potřeba dobře propustný substrát, opatrná zálivka a zcela suché přezimování při teplotách 8 až 12 °C. Některé druhy snáší plné slunce, jiné z trvale mlžných oblastí preferují rozptýlené, ale intenzivní světlo. Při přechodu z tmavého zimního umístění na plné slunce je na jaře nutné přistínit a postupně zvykat na plné slunce, jinak hrozí popálení pokožky. Rostou pomalu, zejména v prvních letech jako semenáčky. Nejlépe se pěstují malé měkkomasé zemní kopiapoe, které při dodržení hlavních zásad pro pěstování kaktusů uspokojivě rostou a ochotně kvetou. Ačkoliv v přírodě mají mohutný kořen, v kultuře se přizpůsobí běžné velikosti květináčku.

## Revize Kattermann 1994
Po důkladném studiu na nalezištích zveřejnil Fred Kattermann revizi čilských kaktusů. Ponechal samostatný rod Copiapoa a všechny ostatní sloučil do rodu Eriosyce. Některé původní rody (Eriosyce, Pyrrhocactus, Islaya, Neoporteria) v podstatě zachoval na úrovni podsekcí, jiné sloučil do jediné podsekce Horridocactus (Neochilenia, Horridocactus a část Thelocephala) a Thelocephala naopak rozdělil mezi podsekce Horridocactus a Chileosyce. Značné slučování proběhlo i na úrovni druhů a variet.
Sekce Eriosyce
Podsekce Eriosyce
Eriosyce aurata  (Ludwig Georg Karl Pfeiffer|Pfeiff. ) Backeb.
Eriosyce aurata subsp. aurata
Eriosyce aurata subsp. spinibaris (F.Ritter) Katt.
Eriosyce rodentiophila  F.Ritter
Podsekce Pyrrhocactus (A.Berger) Katt.
Eriosyce andreaeana  Katt.
Eriosyce bulbocalyx  (Werderm.) Katt.
Eriosyce strausiana  (K.Schum.) Katt.
Eriosyce strausiana var. pachacoensis (Rausch) Katt.
Eriosyce strausiana var. strausiana
Eriosyce umadeave  (Frič ex Werderm.) Katt.
Eriosyce vertongenii  (J.G.Lamb.) D.R.Hunt
Eriosyce villicumensis  (Rausch) Katt.
Podsekce Islaya (Backeb.) Katt.
Eriosyce islayensis  (C.F.Först.) Katt.
Eriosyce omasensis  (Ostolaza & Mischler) Ostolaza
Sekce Neoporteria
Podsekce Neoporteria (Britton & Rose) Katt.
Eriosyce chilensis  (Hildm. ex K.Schum.) Katt.
Eriosyce chilensis var. albidiflora (F.Ritter) Katt.
Eriosyce chilensis var. chilensis
Eriosyce senilis  (Backe.) Katt.
Eriosyce senilis subsp. coimasensis (F.Ritter) Katt.
Eriosyce senilis subsp. elquiensis Katt.
Eriosyce senilis subsp. senilis
Eriosyce sociabilis  (F.Ritter) Katt.
Eriosyce subgibbosa  (Haw.) Katt.
Eriosyce subgibbosa subsp. clavata (Söhrens ex K.Schum.) Katt.
Eriosyce subgibbosa subsp. nigrihorrida (Backeb.) Katt.
Eriosyce subgibbosa subsp. subgibbosa
Eriosyce subgibbosa subsp. vallenarensis (F.Ritter) Katt.
Eriosyce subgibbosa subsp. wagenknechtii (F.Ritter) Katt.
Eriosyce subgibbosa var. castanea (F.Ritter) Katt.
Eriosyce subgibbosa var. litoralis (F.Ritter) Katt.
Eriosyce subgibbosa var. subgibbosa
Eriosyce villosa  (Monv.) Katt.
Podsekce Horridocactus (Backeb.) Katt.
Eriosyce aspillagae  (Söhrens) Katt.
Eriosyce aspillagae subsp. aspillagae
Eriosyce aspillagae subsp. maechlerorum Helmut Walter
Eriosyce confinis  (F.Ritter) Katt.
Eriosyce crispa  (F.Ritter) Katt.
Eriosyce crispa subsp. atroviridis (F.Ritter) Katt.
Eriosyce crispa subsp. crispa
Eriosyce crispa subsp. totoralensis (F.Ritter) Katt.
Eriosyce crispa var. carrizalensis (F.Ritter) Katt.
Eriosyce crispa var. huascensis (F.Ritter) Katt.
Eriosyce curvispina  (Bertero ex Colla) Katt.
Eriosyce curvispina subsp. armata (F.Ritter) Katt.
Eriosyce curvispina subsp. curvispina
Eriosyce curvispina subsp. tuberisulcata (Jacobi) Katt.
Eriosyce curvispina var. aconcaguensis (F.Ritter) Katt.
Eriosyce curvispina var. choapensis (F.Ritter) Katt.
Eriosyce curvispina var. curvispina
Eriosyce curvispina var. mutabilis (F.Ritter) Katt.
Eriosyce curvispina var. robusta (F.Ritter) Katt.
Eriosyce engleri  (F.Ritter) Katt.
Eriosyce garaventae  (F.Ritter) Katt.
Eriosyce heinrichiana  (Backeb.) Katt.
Eriosyce heinrichiana subsp. heinrichiana
Eriosyce heinrichiana subsp. intermedia (F.Ritter) Katt.
Eriosyce heinrichiana subsp. simulans (F.Ritter) Katt.
Eriosyce heinrichiana subsp. setosiflora (F.Ritter) Katt.
Eriosyce kunzei  (C.F.Först.) Katt.
Eriosyce kunzei var. kunzei
Eriosyce kunzei var. transitensis (F.Ritter) Katt.
Eriosyce limariensis  (F.Ritter) Katt.
Eriosyce marksiana  (F.Ritter) Katt.
Eriosyce marksiana var. gracilis (F. Ritter) Katt.
Eriosyce marksiana var. lissocarpa (F.Ritter) Katt.
Eriosyce marksiana var. marksiana
Eriosyce napina  (Phil.) Katt.
Eriosyce napina subsp. duripulpa (F.Ritter) Katt.
Eriosyce napina subsp. lembckei Katt.
Eriosyce napina subsp. napina
Eriosyce occulta  Katt.
Eriosyce odieri  (Lem. ex Salm-Dyck) Katt.
Eriosyce odieri subsp. fulva (F.Ritter) Katt.
Eriosyce odieri subsp. glabrescens (F.Ritter) Katt.
Eriosyce odieri subsp. odieri
Eriosyce odieri var. monte-amargensis Katt.
Eriosyce recondita  (F.Ritter) Katt.
Eriosyce recondita subsp. iquiquensis (F.Ritter) Katt.
Eriosyce recondita subsp. recondita
Eriosyce taltalensis  (Hutchison) Katt.
Eriosyce taltalensis subsp. echinus (F.Ritter) Katt.
Eriosyce taltalensis subsp. paucicostata (F. Ritter) Katt.
Eriosyce taltalensis subsp. pilispina (F.Ritter) Katt.
Eriosyce taltalensis subsp. taltalensis
Eriosyce taltalensis var. floccosa (F.Ritter) Katt.
Eriosyce taltalensis var. pygmea (F.Ritter) Katt.
Eriosyce taltalensis var. taltalensis
Podsekce Chileosyce Katt.
Eriosyce aerocarpa  (F.Ritter) Katt.
Eriosyce esmeraldana  (F.Ritter) Katt.
Eriosyce krausii  (F.Ritter) Katt.
Eriosyce tenebrica  (F.Ritter) Katt.
Neklasifikováno:
Eriosyce laui Lüthy (Syn.: Rimacactus laui (Lüthy) Mottram)

## Galerie

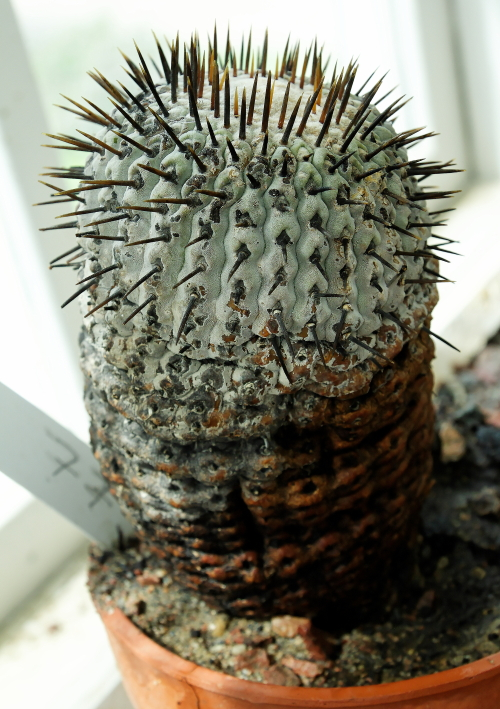
Copiapoa columna-alba má silný voskový povlak na ochranu proti slunci.
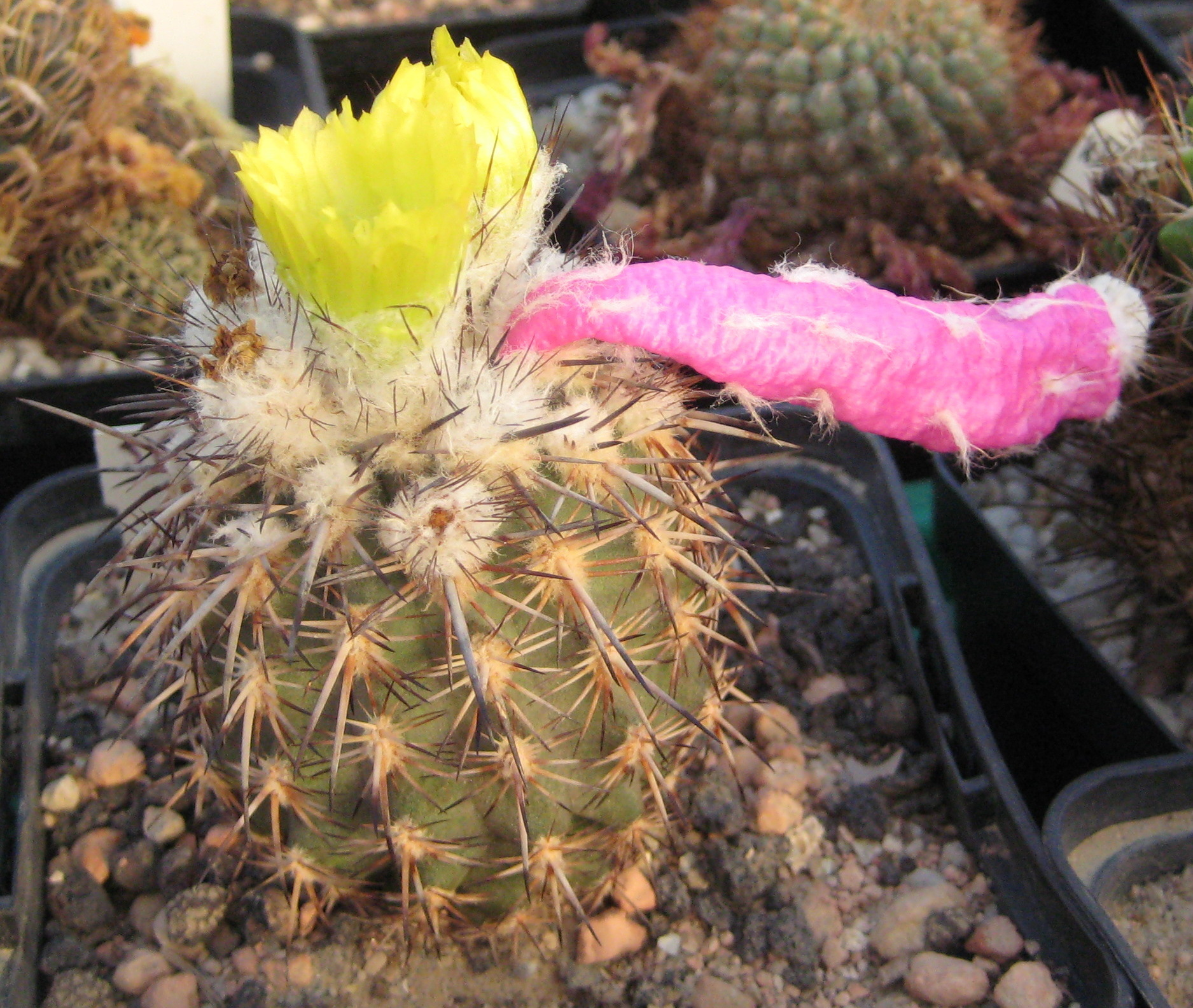
Eriosyce (Islaya molendensis) islayensis, menší mladá rostlina.
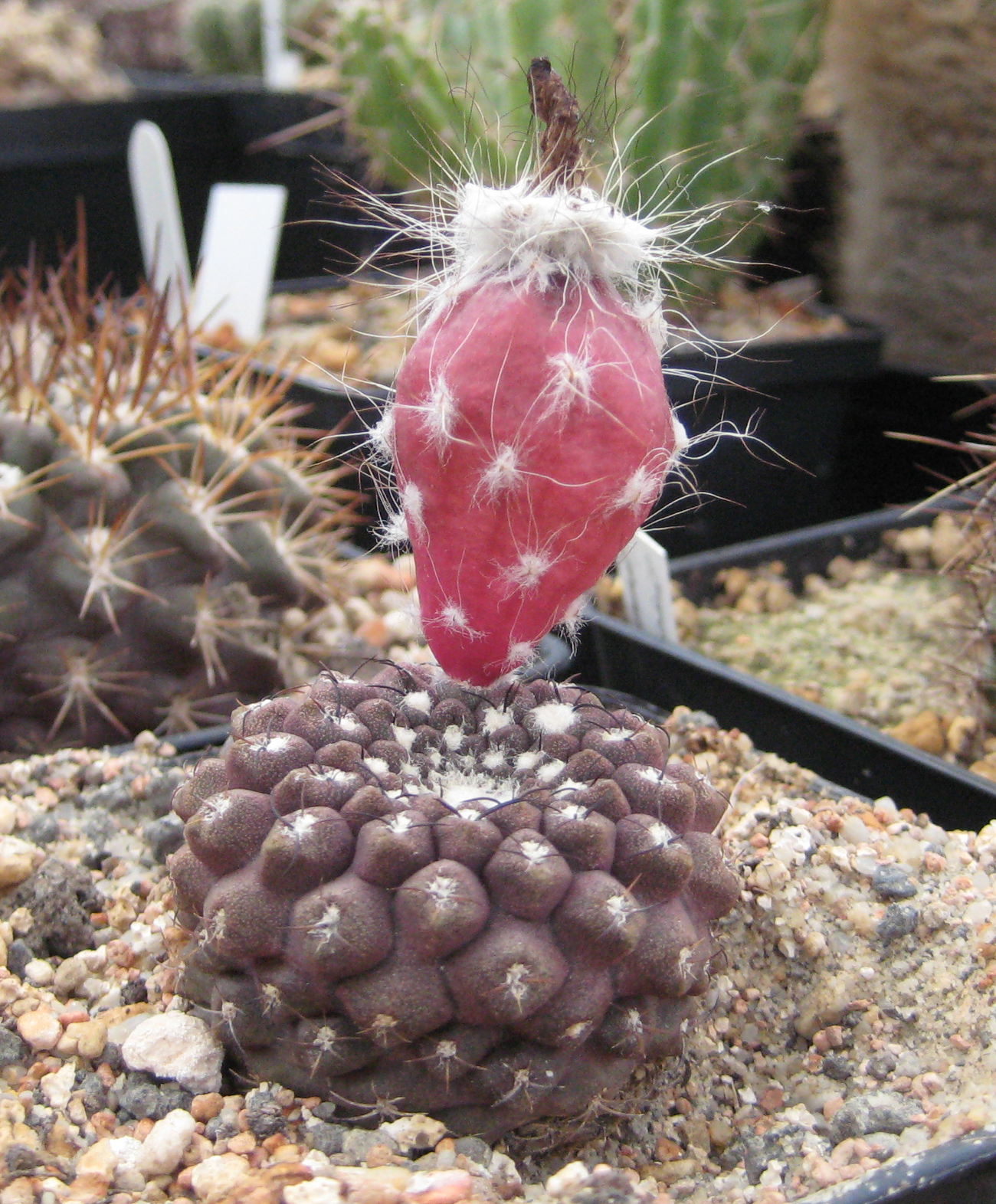
Eriosyce (Thelocephala) esmeraldana má velké plody s vzduchovou dutinou.
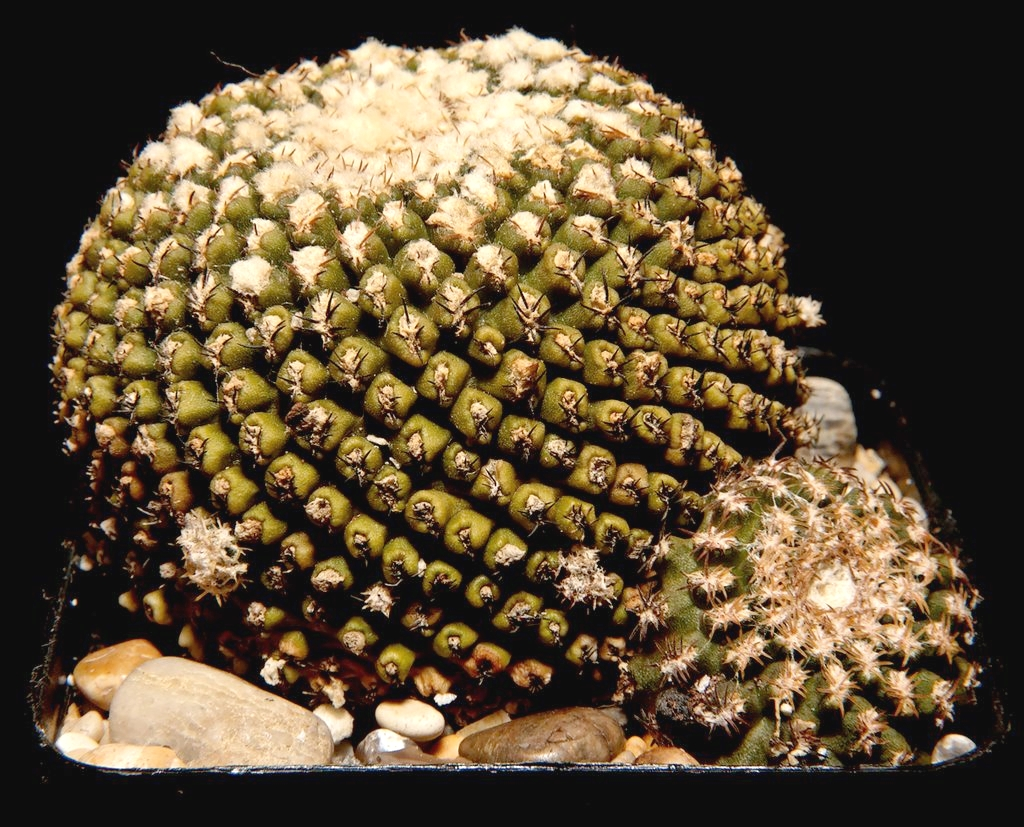
Eriosyce (Thelocephala) odieri tvarem stonku žeber poněkud připomíná rebucie.
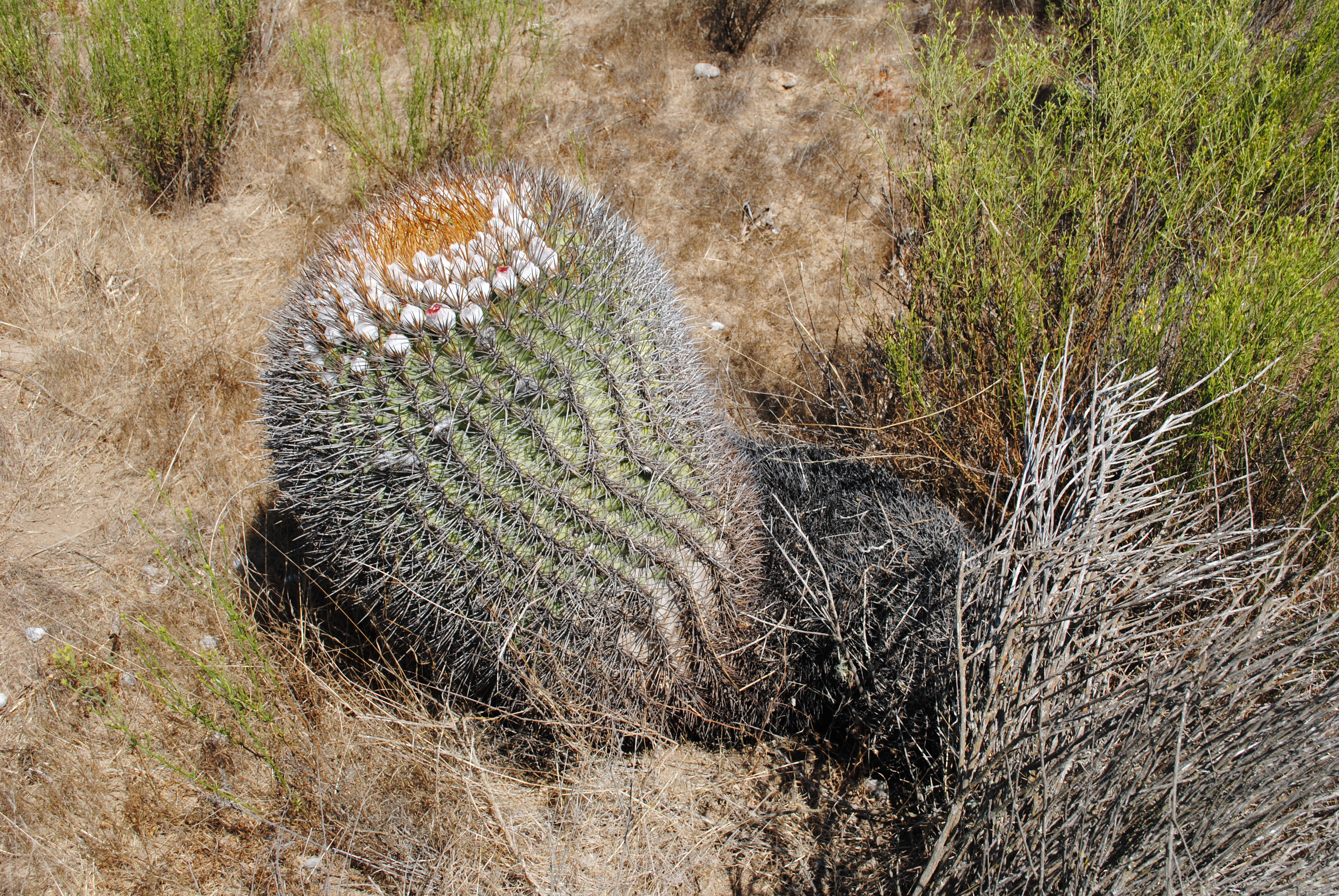
Eriosyce (Eriosyce) aurata patří k největším kaktusům.
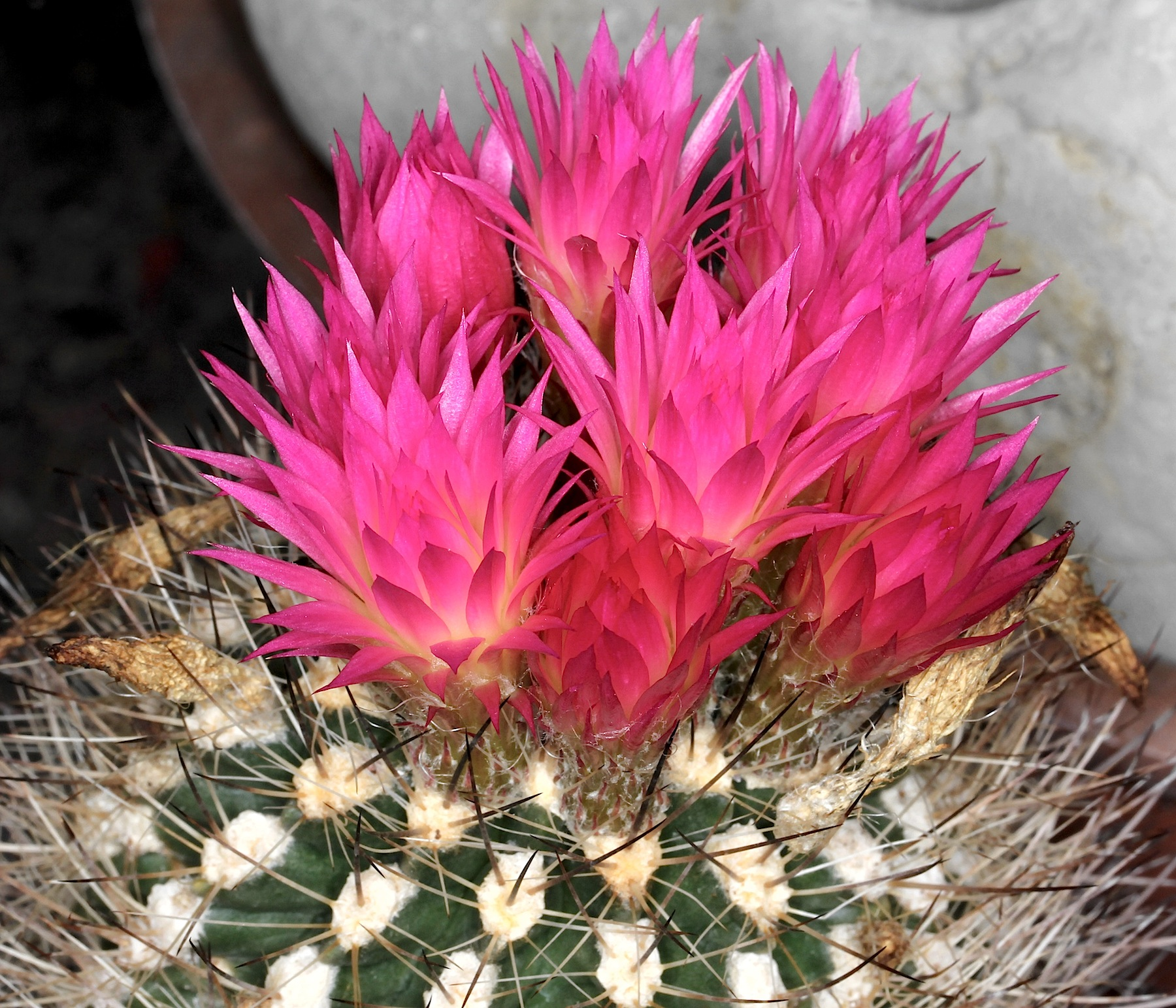
Eriosyce (Neoporteria) subgibbosa má typické polouzavřené barevné květy.
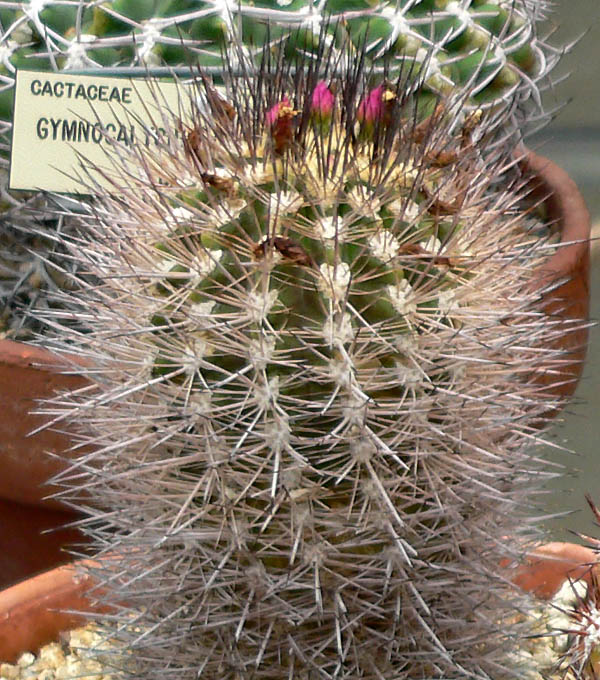
Eriosyce (Neoporteria) subgibbosa subsp. wagenknechtii má mohutné otrnění.
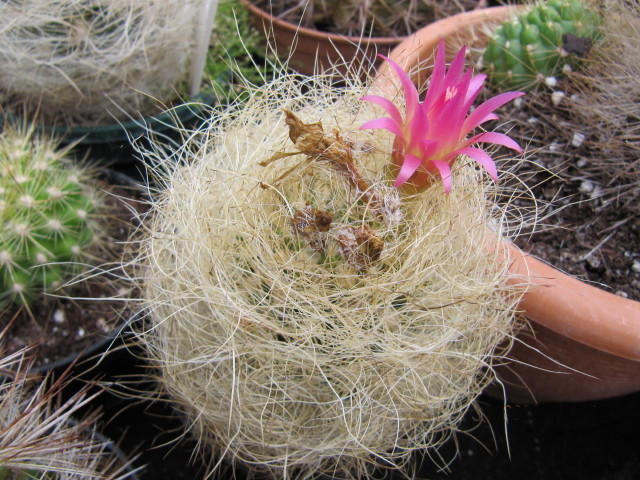
Eriosyce (Neoporteria) senilis s hustým vlasovitým otrněním různých barev a polouzavřeným květem.
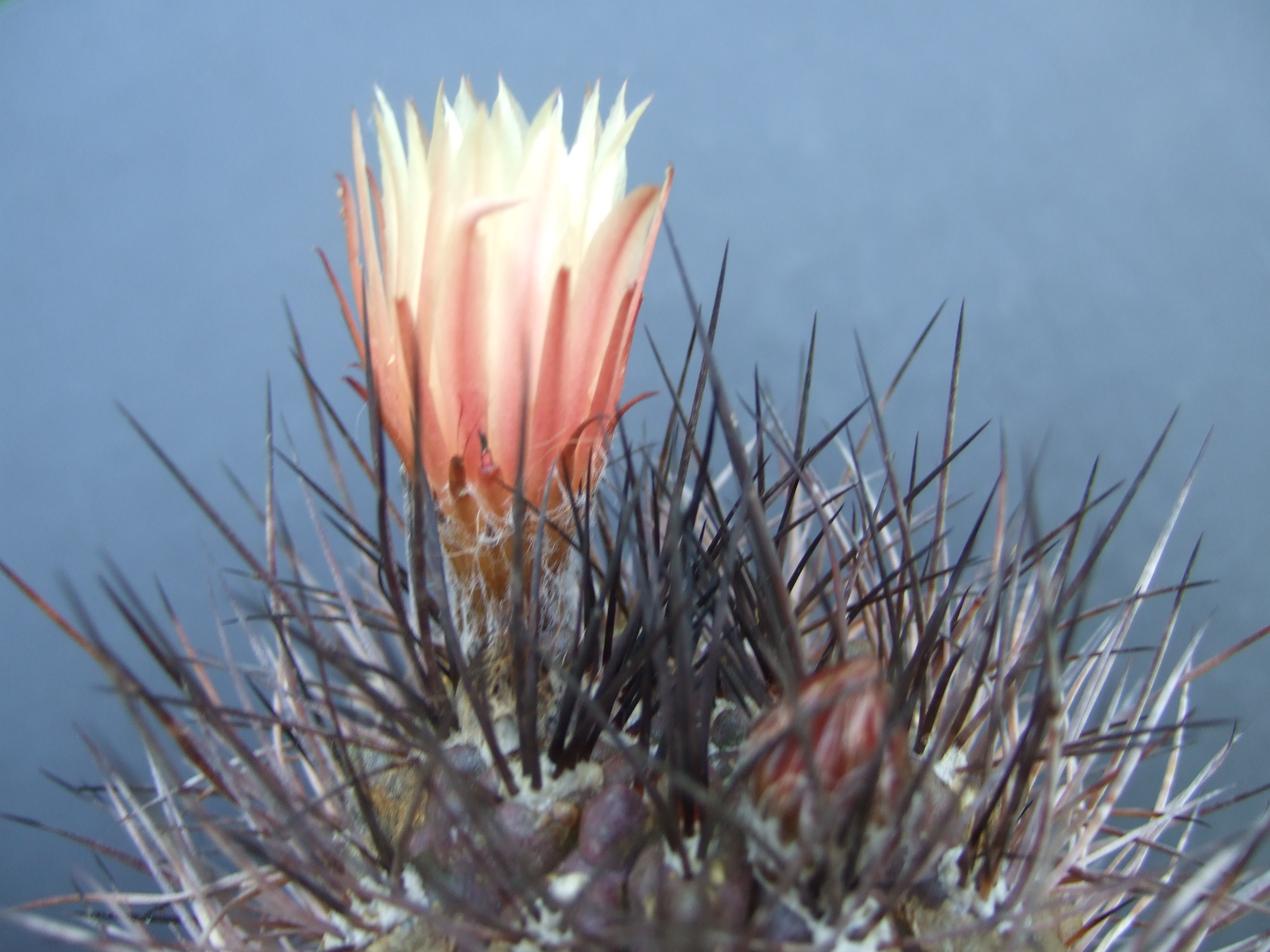
Eriosyce (Neochilenia) kunzei, detail květu.
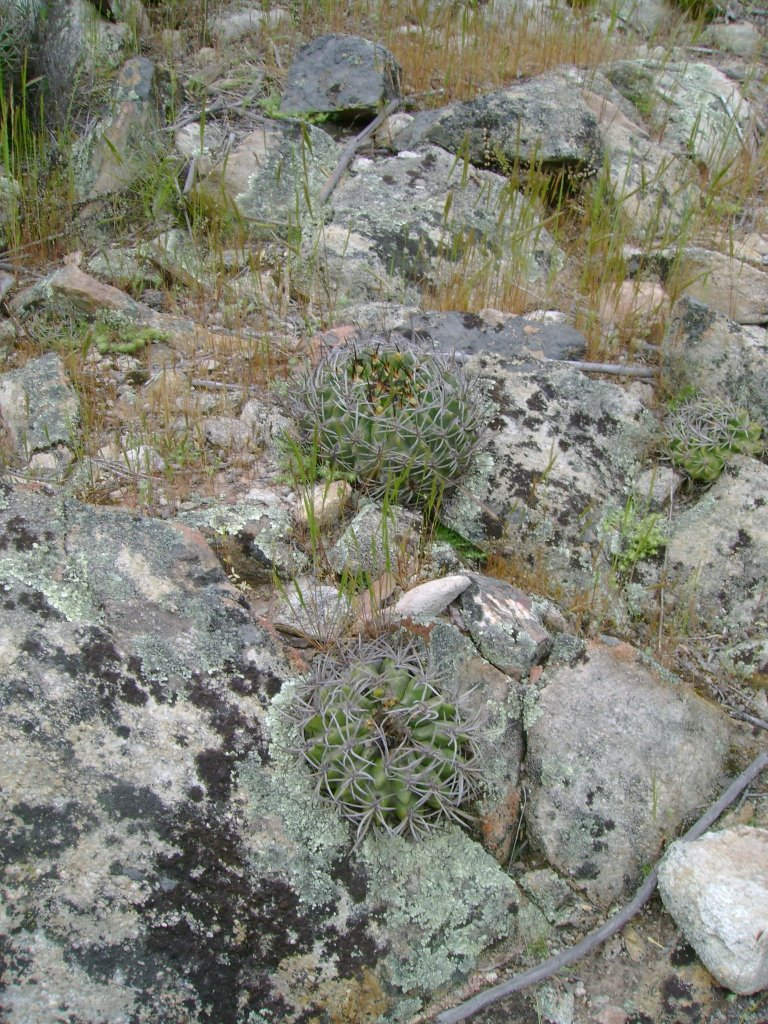
Eriosyce (Horridocactus) curvispina rostou na mírných svazích s řídkou křovinatou vegetaci.
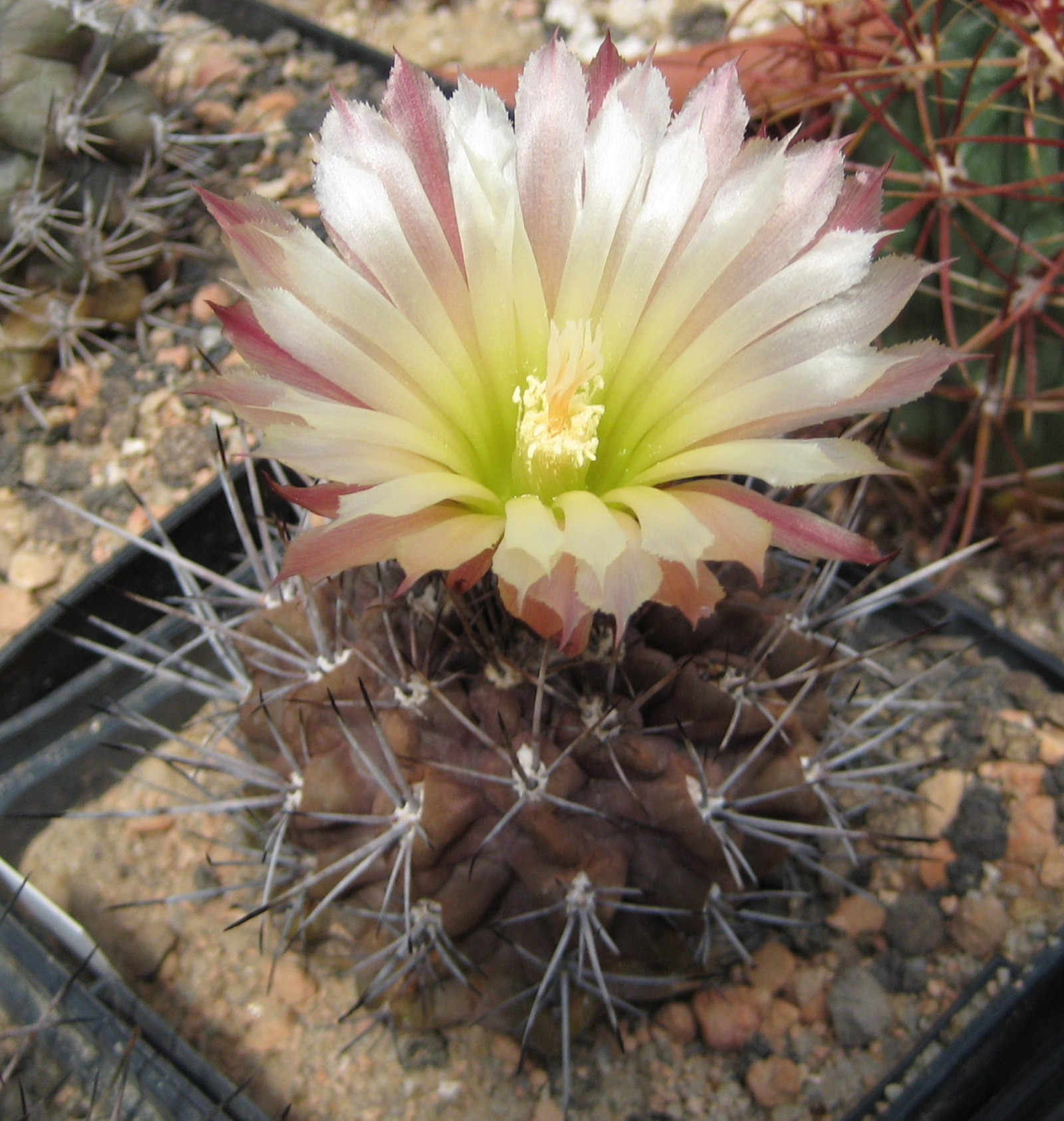
Eriosyce (Horridocactus) heinrichiana subsp intermedia má nálevkovitý květ lomených barev.
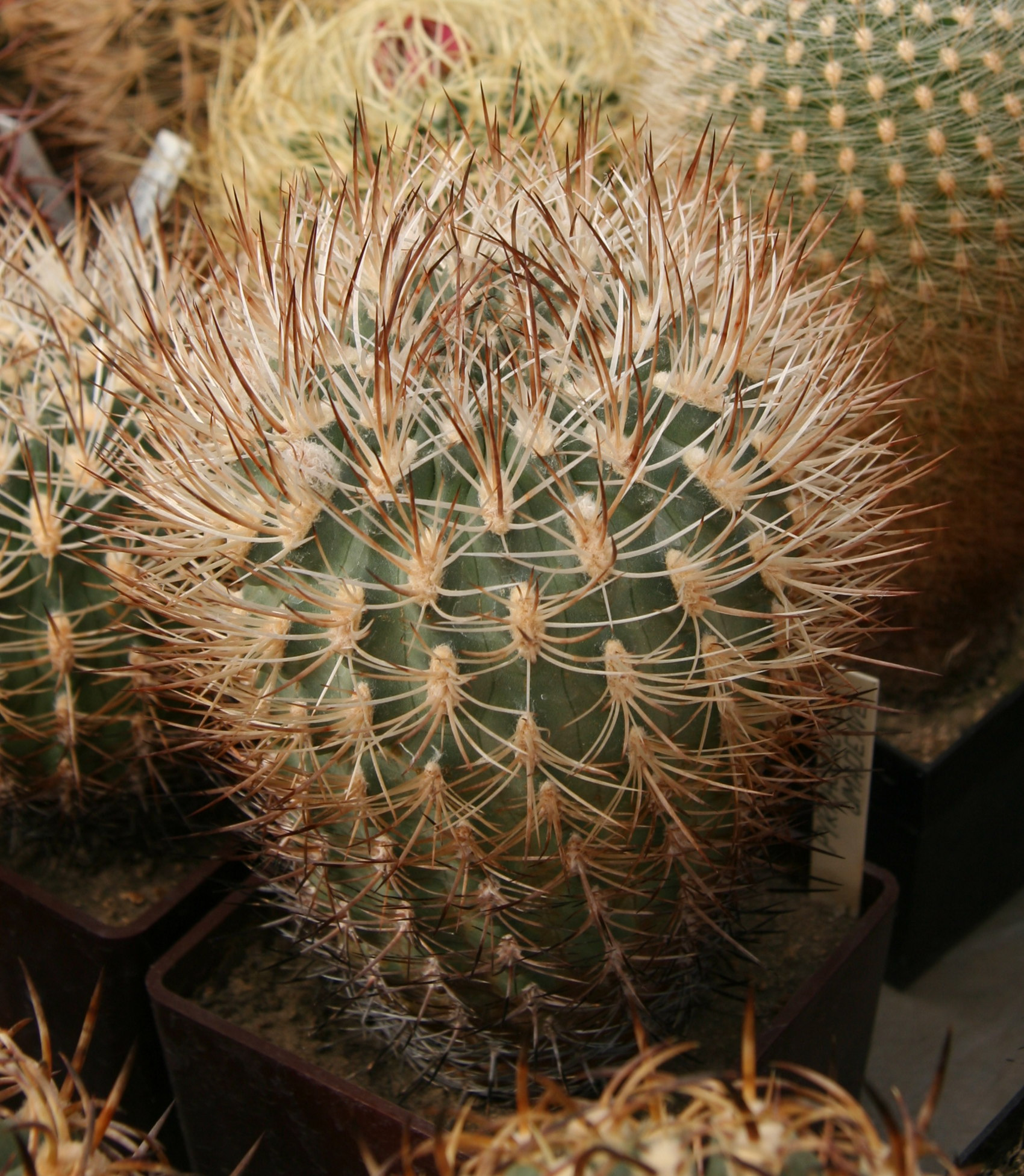
Eriosyce (Pyrrhocactus) umadeave z Argentiny je velmi hustě otrněný.